# Fraxinus latifolia
Espèce
Statut de conservation UICN

NT : Quasi menacé
Fraxinus latifolia, le frêne d'Orégon, frêne de l'Oregon ou frêne à larges feuilles, est une espèce de plantes à fleurs de la famille des Oleaceae. C'est un arbre à feuilles caduques originaire d'Amérique du Nord.

## Répartition et habitat
On trouve l'espèce dans l'ouest des États-Unis dans l'Oregon (État d'ou l'arbre tire son nom) dans l'État de Washington et en Californie ainsi qu'à l'ouest du Canada en Colombie-Britannique.
Cette espèce préfère les sols de fond de vallée, riches en humus, profonds, frais et humides.
Elle affectionne particulièrement les sols argilo-limoneux bordant les rivières.

## Description
C’est un arbre à feuillage caduc, poussant à une hauteur variant entre 20 et 25 m, avec un tronc droit dont le rhytidome de couleur gris verdâtre, se fissure en vieillissant.
Dans de bonnes conditions, il peut facilement vivre 250 ans.
Les jeunes rameaux sont tomenteux.
Les fruits sont des samares oblongues de couleur brun clair ayant de 3 à 5 cm de longueur sur 3 à 9 mm de large arrivant à maturité de mi-août à début septembre.

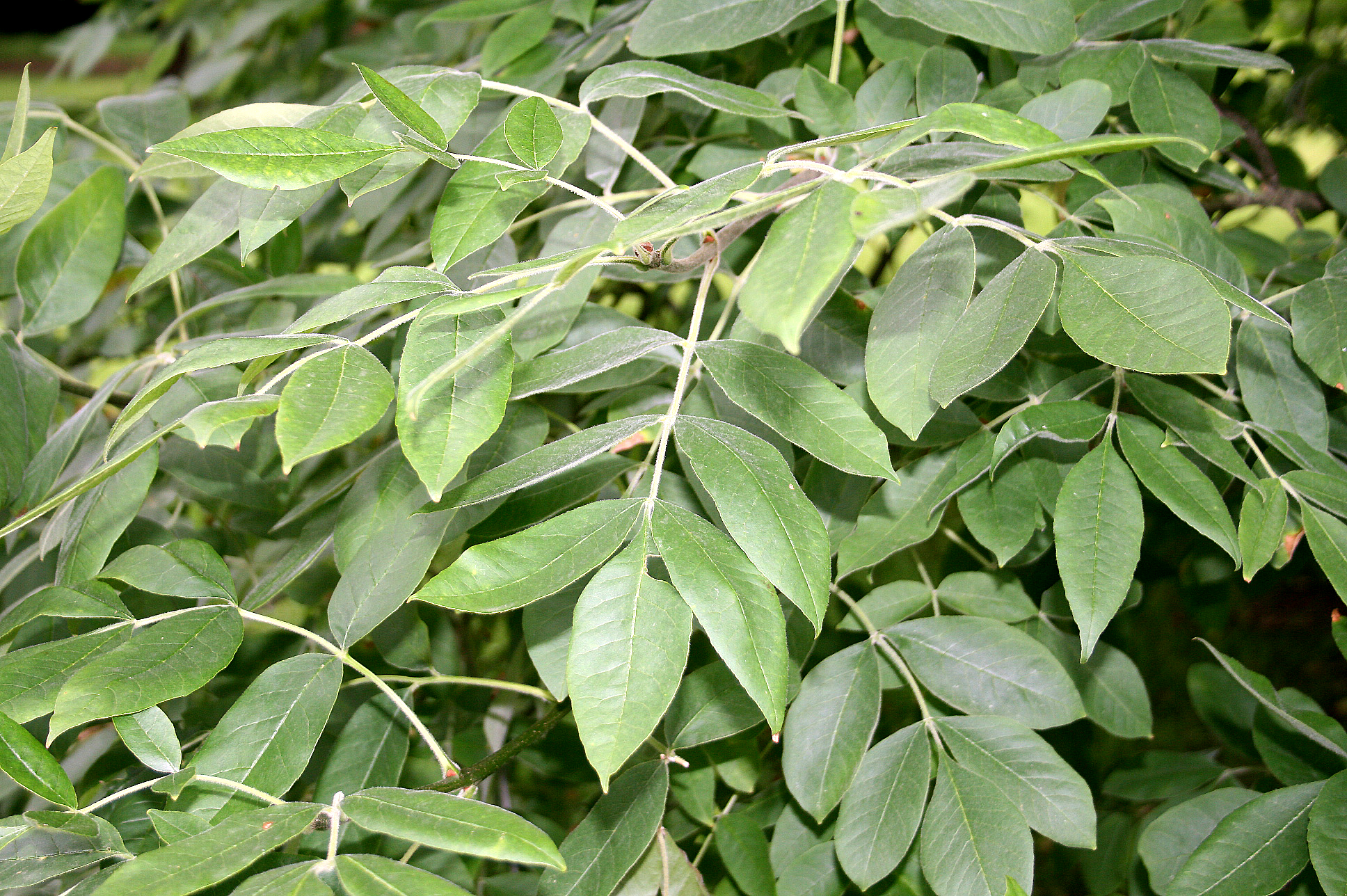
Feuille du Frêne de l’Oregon.

Les feuilles opposées, et pennées de forme elliptique ou ovale à oblongue. D’aspect mat elles sont de couleur verte avec parfois des nuances de vert jaunâtre. Elles sont pubescentes sur les deux faces au début de leur croissance, pourvues de 5 à 9 folioles sessiles et mesurent entre 8 et 16 cm de long.
Les panicules terminales glabres, portent de petites fleurs campanulées de couleur verdâtre avec des anthères oblongues.

## Utilisation
En Amérique, il est recherché pour la fabrication de charpentes, de meubles, d’équipements sportifs, de manches d'outil et de tonneaux. Sa grande rapidité de croissance, son haut pouvoir calorifique et la facilité avec laquelle il se laisse fendre en font aussi un bois de chauffage recherché.
En Europe, il est plutôt utilisé pour l’ornementation des parcs où il peut être planté en sujet isolé ou dans les massifs, car il est très rustique et a une belle silhouette.
Il peut aussi être utilisé comme arbre d’alignement le long des routes et des cours d’eau.

## Taxonomie
Le nom scientifique complet (avec auteur) de ce taxon est Fraxinus latifolia Benth..
Ce taxon porte en français les noms vernaculaires ou normalisés suivants : « Frêne d'Orégon », « Frêne de l'Oregon », ou « Frêne à larges feuilles ».
Fraxinus latifolia a pour synonymes :
- Fraxinus americana subsp. oregana (Nutt.) Wesm., 1892
- Fraxinus americana subsp. oregona (Nutt.) Wesm.
- Fraxinus californica Dippel
- Fraxinus oregana Nuttall
- Fraxinus oregona Nutt.
- Fraxinus oregona f. pulverulenta Dieck
- Fraxinus oregona f. pulverulenta Dieck ex Beissn.
- Fraxinus oregona var. glabra Lingelsh.
- Fraxinus oregona var. latifolia (Benth.) Lingelsh.
- Fraxinus oregona var. riparia Nutt.
- Fraxinus pennsylvanica subsp. oregana (Wesm.) G.N.Mill.
- Fraxinus pennsylvanica subsp. oregona (Nutt.) G.S.Mill.
- Fraxinus pennsylvanica subsp. oregona (Nuttall) G.N.Miller